# Tyto tenebricosa
Tyto tenebricosa (Gould, 1845), conosciuto anche col nome di barbagianni fuligginoso o barbagianni fuligginoso maggiore, è un uccello appartenente all'ordine degli strigiformi e alla famiglia Tytonidae.

## Descrizione
Il barbagianni fuligginoso maggiore differisce dalle altre specie del genere Tyto per via del colore del piumaggio: solitamente le altre specie di barbagianni presentano colori chiari (come Tyto alba o Tyto capensis); invece il T. tenebricosa presenta una livrea scura che varia dal grigio scuro-marrone al nero, (molto simile alla fuliggine dei camini da cui prende il nome) macchiato di bianco. Il disco facciale è solitamente nero, ma talvolta può essere grigio o color crema. 
Misura di lunghezza dai 37 ai 43 cm, e pesa dai 750 ai 1200 g per le femmine o dai 500 ai 750 g per i maschi, leggermente più piccoli. 
Gli occhi sono neri.
Non va confuso con la congenere Tyto multipunctata (barbagianni fuligginoso minore), specie molto simile, ma di dimensioni minore, che occupa lo stesso territorio di T. tenebricosa.

## Distribuzione e habitat

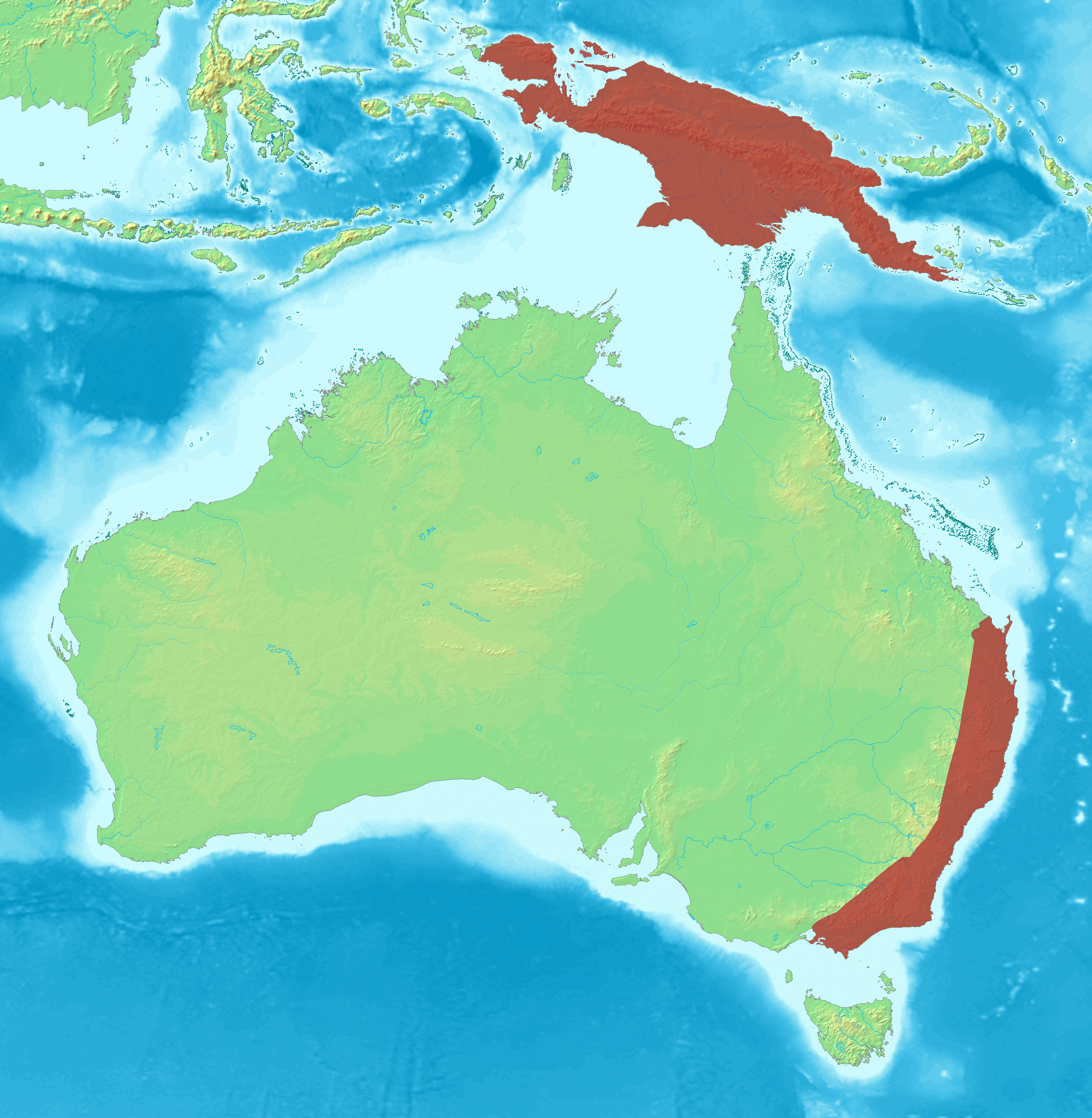
Area di distribuzione del barbagianni fuligginoso

Il Tyto tenebricosa nidifica in Australia dell'est e in una parte dell'Indonesia.

## Sistematica
Sono sin ora riconosciute 2 sottospecie:
- Tyto tenebricosa arfaki
- Tyto tenebricosa tenebricosa.